# Jordan de Vogelaere
Jordan de Vogelaere (8 september 1996) is een Belgisch korfballer.

## Levensloop

### Jeugd
Zijn beide ouders (Stefan de Vogelaere en Peggy Liekens) waren eveneens actief op het hoogste korfbalniveau. De Vogelaere zelf begon met korfbal bij Catba. Hier doorliep hij zijn opleiding in de jeugdteams. In 2012 besloot hij, op 16-jarige leeftijd, van club te wisselen en sloot zich aan bij het Nederlandse Deetos. Aldaar kwam De Vogelaere terecht in een sterke jeugdselectie, en in 2014-2015 plaatste de Dordrechtse ploeg zich voor de A1 jeugdfinale in de zaalcompetitie, maar wist deze niet te winnen. Hiermee was De Vogelaere de jongste Belg die een korfbalfinale in Ahoy speelde.

### Deetos
Vervolgens stootte De Vogelaere door naar het eerste team van deze club. In seizoen 2017-2018 deed Deetos goede zaken en eindigde als eerste in de Hoofdklasse B van de zaalcompetitie, hierdoor plaatste Deetos zich voor de nacompetitie. De Vogelaere was ondertussen een vaste basisspeler geworden onder coach Gert-Jan Kraaijeveld. Deetos promoveerde in de zaal naar de Korfbal League en op het veld naar de Ereklasse. Zodoende speelde Deetos in seizoen 2018-2019 zowel op het veld als in de zaal in de hoogste Nederlandse klasse.
In de zaalcompetitie (Korfbal League) had de ploeg het lastig. Deetos won slechts 1 wedstrijd en eindigde op de laatste plaats en degradeerde direct weer. De Vogelaere kwam in dit seizoen tot 40 goals en werd met 160 rebounds de beste rebounder van het team. In de veldcompetitie had Deetos het ook moeilijk, maar kon het degradatie voorkomen. In seizoen 2019-2020 had Deetos het lastig. De ploeg eindigde op de 5e plek in de Hoofdklasse, waardoor er geen kans was op promotie naar de Korfbal League. Het veldseizoen werd in dit jaar niet uitgespeeld vanwege de COVID-19-pandemie. In het seizoen erna, 2020-2021 speelde Deetos/Snel geen wedstrijden. Vanwege COVID-19 mocht namelijk alleen de Korfbal League zijn wedstrijden spelen. 

### Boeckenberg
In maart 2021 maakte De Vogelaere bekend zich per seizoen 2021-2022 aan te sluiten bij Boeckenberg. In het zaalseizoen 2022-2023 plaatste Boeckenberg zich als 4e voor de play-offs. Boeckenberg moest de kruisfinale spelen tegen de regerende zaalkampioen Floriant. In de kruisfinale versloeg Boeckenberg Floriant met 19-14, waardoor het zichzelf plaatste voor de Belgische zaalfinale tegen Borgerhout/Groen-Wit. In de finale wist Boeckenberg gemakkelijk te winnen met 24-15. Dit was de eerste Belgische titel voor De Vogelaere.

## Erelijst
- Belgisch kampioen zaalkorfbal, 2x (2023, 2025)
- Beker van België, 1x (2025)

## Belgische Diamond
De Vogelaere werd in 2018 door bondscoach Detlef Elewaut geselecteerd voor het Belgisch korfbalteam. In dienst van het nationale team speelde hij op de volgende internationale toernooien:
- EK 2018
- WK 2019
- EK 2021
- World Games 2022